# Benefield Anechoic Facility
Pour les articles homonymes, voir BAF.

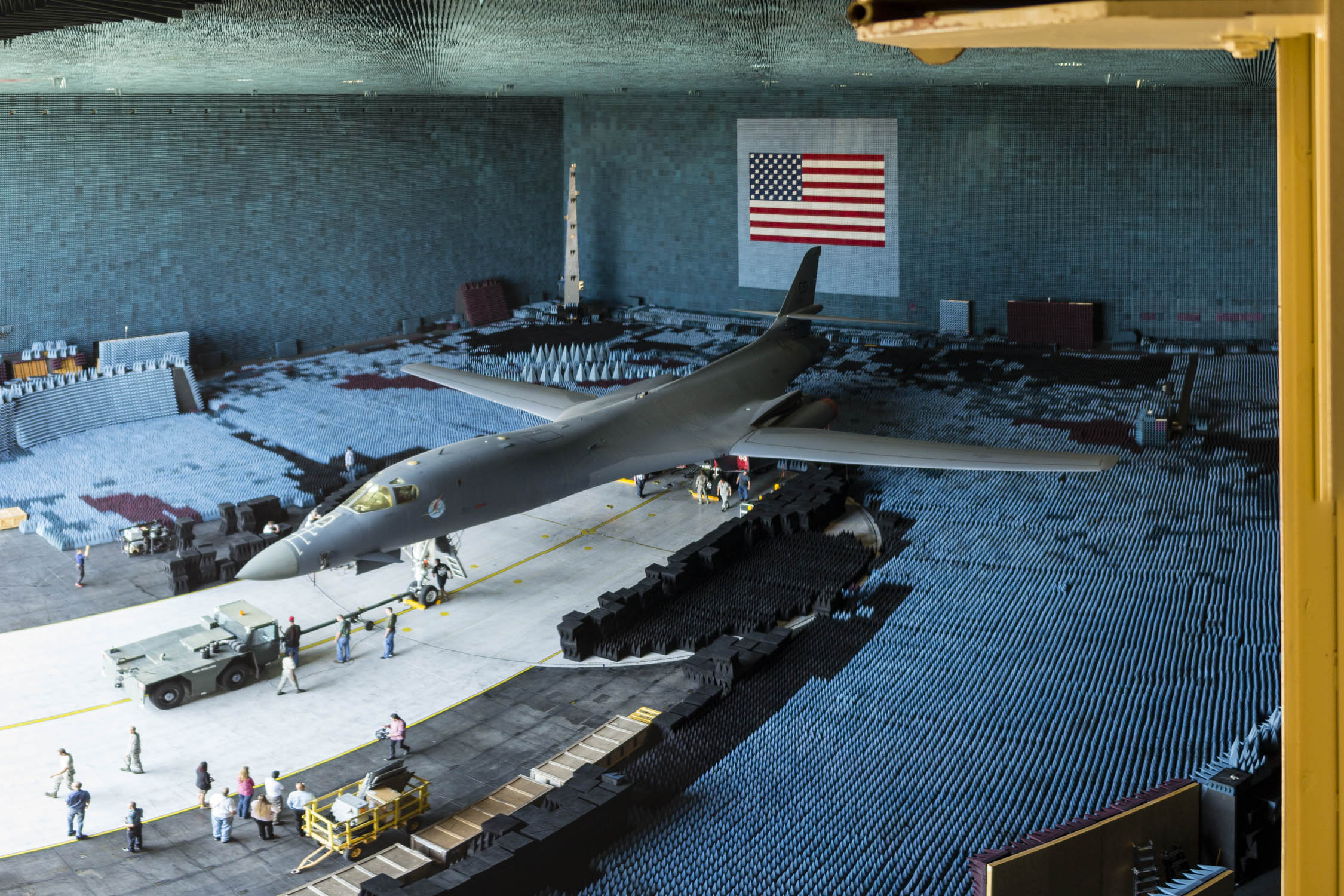
B-1B au sein de la BAF en 2016.

La Benefield Anechoic Facility (BAF) est une chambre anéchoïque américaine située au sud-ouest de la base Edwards de la United States Air Force, en Californie. En 2022, il s'agit de la plus grande chambre anéchoïque du monde,. La BAF est utilisée pour les programmes de test avionique qui nécessitent un espace important et capable d'absorber les radiofréquences afin de simuler des conditions de champs libre.
L'installation est nommée en hommage au commandant de vol et pilote de test chez Rockwell, Tommie Douglas « Doug » Benefield. Ce dernier décède le 29 août 1984 lors d'un crash situé à 35 km au nord-est alors qu'il effectuait un vol de test à bord du bombardier Rockwell B-1 Lancer,,.

## Objectif de l'installation
La BAF doit servir à investiguer et évaluer les anomalies relatives aux systèmes de guerre électronique, à l'avionique, aux missiles et à leurs plateformes. Les systèmes testés sont opérés dans un environnement où le rayonnement électromagnétique est contrôlé, où il y a la possibilité d'enregistrer et analyser les signaux RF entre les différents émetteurs et récepteurs. Le C-17 et le B-52 font partie des plus gros systèmes testés à l'intérieur de la BAF. L'installation permet également de tester des véhicules spatiaux, des chars de combat, des satellites, des drones, des véhicules ou des systèmes de défense anti-aérienne. L'installation permet de générer des signaux radio d'une grande variété. Il est possible de simuler des signaux venus de systèmes terrestres, aériens ou marins, qu'ils soient amis, ennemis ou d'origine inconnue. Cette capacité permet de simuler de nombreux environnements tactiques et conditions de tests.
Une agence indépendante s'occupe de capturer et vérifier les signaux RF générés, grâce aux équipements de surveillance électronique. Ces systèmes sont capables de mesurer les paramètres des signaux RF et de procurer des analyses de données en temps réel.

## Systèmes testés
Parmi les systèmes testés au sein de la BAF, il est possible de citer les aéronefs suivants :
- F-22 Raptor
- C-130 Hercules
- NC-130H
- F-16 Fighting Falcon
- B-1 Lancer
- X-43A
- CH-47 Chinook
- V-22 Osprey
- Boeing KC-46 Pegasus
- F-15SG Eagle
- F-15SA Saudi Advanced Eagle

En 2003, BMW a utilisé la BAF pour tester les niveaux d'interférence électromagnétique pour les modèles 530i, 545i et 645i.